# Linda Helterhoff
Linda Helterhoff est une joueuse allemande de volley-ball née le 26 novembre 1992 à Dresde. Elle mesure 1,80 m et joue au poste de passeuse.

## Clubs
| Club                        | De        | À         |
| --------------------------- | --------- | --------- |
| SV Motor Mickten            | 2001-2002 | 2008-2009 |
| Dresdner SC                 | 2009-2010 | 2010-2011 |
| Fighting Kangaroos Chemnitz | 2012-2013 | 2012-2013 |
| Rote Raben Vilsbiburg       | 2013-2014 | …         |

## Palmarès
- Coupe d'Allemagne
  - Vainqueur : 2010, 2014.
- Championnat d'Allemagne
  - Finaliste : 2011, 2014.
- Challenge Cup féminine
  - Vainqueur: 2010.